# Lijst van voetbalinterlands Engeland - Polen
Deze lijst van voetbalinterlands is een overzicht van alle officiële voetbalwedstrijden tussen de nationale teams van Engeland en Polen. De landen speelden tot op heden 21 keer tegen elkaar. De eerste ontmoeting, een vriendschappelijke wedstrijd, werd gespeeld in Liverpool op 5 januari 1966. Het laatste duel, een kwalificatiewedstrijd voor het Wereldkampioenschap voetbal 2022, vond plaats op 8 september 2021 in Warschau.

## Wedstrijden
| №  | Plaats     | Datum            | Competitie           | Wedstrijd        | Uitslag |
| -- | ---------- | ---------------- | -------------------- | ---------------- | ------- |
| 1  | Liverpool  | 5 januari 1966   | Vriendschappelijk    | Engeland – Polen | 1 – 1   |
| 2  | Chorzów    | 5 juli 1966      | Vriendschappelijk    | Polen – Engeland | 0 – 1   |
| 3  | Chorzów    | 6 juni 1973      | WK 1974 kwalificatie | Polen – Engeland | 2 – 0   |
| 4  | Londen     | 17 oktober 1973  | WK 1974 kwalificatie | Engeland – Polen | 1 – 1   |
| 5  | Monterrey  | 11 juni 1986     | WK 1986              | Engeland – Polen | 3 – 0   |
| 6  | Londen     | 3 juni 1989      | WK 1990 kwalificatie | Engeland – Polen | 3 – 0   |
| 7  | Chorzów    | 11 oktober 1989  | WK 1990 kwalificatie | Polen – Engeland | 0 – 0   |
| 8  | Londen     | 17 oktober 1990  | EK 1992 kwalificatie | Engeland – Polen | 2 – 0   |
| 9  | Poznań     | 13 november 1991 | EK 1992 kwalificatie | Polen – Engeland | 1 – 1   |
| 10 | Chorzów    | 29 mei 1993      | WK 1994 kwalificatie | Polen – Engeland | 1 – 1   |
| 11 | Londen     | 8 september 1993 | WK 1994 kwalificatie | Engeland – Polen | 3 – 0   |
| 12 | Londen     | 9 oktober 1996   | WK 1998 kwalificatie | Engeland – Polen | 2 – 1   |
| 13 | Chorzów    | 31 mei 1997      | WK 1998 kwalificatie | Polen – Engeland | 0 – 2   |
| 14 | Londen     | 27 maart 1999    | EK 2000 kwalificatie | Engeland – Polen | 3 – 1   |
| 15 | Warschau   | 8 september 1999 | EK 2000 kwalificatie | Polen – Engeland | 0 – 0   |
| 16 | Chorzów    | 8 september 2004 | WK 2006 kwalificatie | Polen – Engeland | 1 – 2   |
| 17 | Manchester | 12 oktober 2005  | WK 2006 kwalificatie | Engeland – Polen | 2 – 1   |
| 18 | Warschau   | 17 oktober 2012  | WK 2014 kwalificatie | Polen – Engeland | 1 – 1   |
| 19 | Londen     | 15 oktober 2013  | WK 2014 kwalificatie | Engeland − Polen | 2 − 0   |
| 20 | London     | 31 maart 2021    | WK 2022 kwalificatie | Engeland – Polen | 2 − 1   |
| 21 | Warschau   | 8 september 2021 | WK 2022 kwalificatie | Polen − Engeland | 1 − 1   |

## Samenvatting
| Competitie        | Totaal gespeeld | Winst Engeland | Gelijk | Winst Polen | Doelsaldo Engeland – Polen |
| ----------------- | --------------- | -------------- | ------ | ----------- | -------------------------- |
| WK-eindronde      | 1               | 1              | 0      | 0           | 3 − 0                      |
| WK-kwalificatie   | 14              | 8              | 5      | 1           | 22 − 10                    |
| EK-kwalificatie   | 4               | 2              | 2      | 0           | 6 − 2                      |
| Vriendschappelijk | 2               | 1              | 1      | 0           | 2 − 1                      |
| Totaal            | 21              | 12             | 8      | 1           | 33 − 13                    |

Wedstrijden bepaald door strafschoppen worden, in lijn met de FIFA, als een gelijkspel gerekend.

## Details

### Zevende ontmoeting
| WK 1990 kwalificatie (Chorzów, Polen, 11 oktober 1989): |       |          |
| Polen                                                   | 0 – 0 | Engeland |
|                                                         | goals |          |

### Achtste ontmoeting
| EK 1992 kwalificatie (Londen, Verenigd Koninkrijk, 17 oktober 1990): |       |       |
| Engeland                                                             | 2 – 0 | Polen |
| Gary Lineker 41' (pen.) Peter Beardsley 90'                          | goals |       |

### Negende ontmoeting
| EK 1992 kwalificatie (Poznań, Polen, 13 november 1991): |       |                  |
| Polen                                                   | 1 – 1 | Engeland         |
| Roman Szewczyk 32'                                      | goals | 77' Gary Lineker |

### Tiende ontmoeting
| WK 1994 kwalificatie (Poznań, Polen, 29 mei 1993):                         |       |                |
| Polen                                                                      | 1 – 1 | Engeland       |
| Dariusz Adamczuk 63'                                                       | goals | 84' Ian Wright |
| - Debuut van aanvaller Teddy Sheringham (Tottenham Hotspur) voor Engeland. |       |                |

### Elfde ontmoeting
| WK 1994 kwalificatie (Londen, Verenigd Koninkrijk, 8 september 1993): |       |       |
| Engeland                                                              | 3 – 0 | Polen |
| Les Ferdinand 5' Paul Gascoigne 49' Stuart Pearce 53'                 | goals |       |

### Twaalfde ontmoeting
| WK 1998 kwalificatie (Londen, Verenigd Koninkrijk, 9 oktober 1996): |       |                |
| Engeland                                                            | 2 – 1 | Polen          |
| Alan Shearer 26' Alan Shearer 38'                                   | goals | 7' Marek Citko |

### Dertiende ontmoeting
| WK 1998 kwalificatie (Chorzów, Polen, 31 mei 1997): |              | |
| Polen | 0 – 2        | Engeland |
| | goals        | 5' Alan Shearer 90' Teddy Sheringham |
| Antoni Piechniczek | bondscoach   | Glenn Hoddle |
| Andrzej Woźniak Marek Jóźwiak Jacek Zieliński Radosław Kałużny Adam Ledwoń Krzysztof Bukalski 46' Tomasz Wałdoch Piotr Nowak 59' Sławomir Majak Andrzej Juskowiak 52' Jacek Dembiński | opstellingen | David Seaman Gareth Southgate Graeme Le Saux Gary Neville Sol Campbell Paul Ince 89' David Beckham 18' Paul Gascoigne Robert Lee Alan Shearer Teddy Sheringham |
| Piotr Świerczewski 46' Waldemar Adamczyk 52' Cezary Kucharski 59' | wissels      | 18' David Batty 89' Phil Neville |
| Marek Jóźwiak 15' Radosław Kałużny 78' Jacek Dembiński ??' Sławomir Majak 71' | gele kaarten | 11' Paul Ince 62' David Batty |

### Achttiende ontmoeting
| WK 2014 kwalificatie (Warschau, Polen, 17 oktober 2012): |       |                  |
| Polen                                                    | 1 – 1 | Engeland         |
| Kamil Glik 70'                                           | goals | 31' Wayne Rooney |

### Negentiende ontmoeting
| WK 2014 kwalificatie (Londen, Verenigd Koninkrijk, 15 oktober 2013): |       |       |
| Engeland                                                             | 2 – 0 | Polen |
| Wayne Rooney 41' Steven Gerrard 88'                                  | goals |       |

FA · A-internationals · Selecties · Bondscoaches · Engels vrouwenelftal · Brits olympisch elftal · Engeland -21 · Engeland -20 · Engeland -19 · Engeland -18 · Engeland -17 · Engeland -16 · Vrouwen -17
1872 – 1899 ·
1900 – 1919 ·
1920 – 1929 ·
1930 – 1939 ·
1940 – 1949 ·
1950 – 1959 ·
1960 – 1969 ·
1970 – 1979 ·
1980 – 1989 ·
1990 – 1999 ·
2000 – 2009 ·
2010 – 2019 ·
2020 − 2029
EK's: 1968 ·
1980 ·
1988 ·
1992 ·
1996 ·
2000 ·
2004 ·
2012 · 
2016 · 
2020 · 
2024
WK's: 1950 ·
1954 ·
1958 ·
1962 ·
1966 ·
1970 ·
1982 ·
1986 ·
1990 ·
1998 ·
2002 ·
2006 ·
2010 ·
2014 ·
2018 · 
2022
Albanië ·
Algerije ·
Andorra ·
Argentinië ·
Australië ·
Azerbeidzjan ·
België ·
Bosnië en Herzegovina ·
Brazilië ·
Bulgarije ·
Canada ·
Chili ·
China ·
Colombia ·
Costa Rica ·
Cyprus ·
Denemarken ·
DDR · 
Duitsland ·
Ecuador ·
Egypte ·
Estland ·
Finland ·
Frankrijk ·
Georgië ·
Ghana ·
GOS ·
Griekenland ·
Honduras ·
Hongarije ·
Ierland ·
IJsland · 
Iran ·
Israël ·
Italië ·
Ivoorkust ·
Jamaica ·
Japan ·
Joegoslavië ·
Kameroen ·
Kazachstan ·
Koeweit ·
Kosovo ·
Kroatië ·
Liechtenstein ·
Litouwen ·
Luxemburg ·
Maleisië ·
Malta ·
Marokko ·
Mexico ·
Moldavië ·
Montenegro ·
Nederland ·
Nieuw-Zeeland ·
Nigeria ·
Noord-Ierland ·
Noord-Macedonië ·
Noorwegen ·
Oekraïne ·
Oostenrijk ·
Panama · 
Paraguay ·
Peru · 
Polen ·
Portugal ·
Roemenië ·
Rusland ·
San Marino · 
Saoedi-Arabië ·
Schotland ·
Senegal ·
Servië ·
Servië en Montenegro · 
Slovenië ·
Slowakije ·
Sovjet-Unie ·
Spanje ·
Trinidad en Tobago ·
Tsjechië ·
Tsjecho-Slowakije ·
Tunesië ·
Turkije ·
Uruguay ·
Verenigde Staten ·
Wales ·
Wit-Rusland ·
Zuid-Afrika ·
Zuid-Korea ·
Zweden ·
Zwitserland
Algerije (2010) · 
Argentinië (1986) · 
Argentinië (1998) · 
Argentinië (2002) · 
België (1990) · 
België (2018, 1) · 
België (2018, 2) · 
Brazilië (2002) · 
Colombia (1998) ·
Colombia (2018) ·
Costa Rica (2014) ·
Denemarken (2002) ·
Denemarken (2021) · 
Duitsland (2000) ·
Duitsland (2010) ·
Duitsland (2021) ·
Ecuador (2006) ·
Egypte (1990) ·
Frankrijk (1982) ·
Frankrijk (2012) ·
Frankrijk (2022) ·
Ierland (1990) · 
IJsland (2016) ·
Italië (1990) · 
Italië (2012) · 
Italië (2014) · 
Italië (2021) · 
Kameroen (1990) · 
Koeweit (1982) · 
Kroatië (2018) ·
Kroatië (2021) · 
Marokko (1986) · 
Nederland (1990) · 
Nigeria (2002) · 
Oekraïne (2012) · 
Oekraïne (2021) ·
Panama (2018) · 
Paraguay (1986) · 
Paraguay (2006) · 
Polen (1986) · 
Portugal (1986) · 
Portugal (2000) · 
Portugal (2006) · 
Roemenië (1998) ·
Roemenië (2000) ·
Rusland (2016) ·
Schotland (2021) ·
Senegal (2022) ·
Slovenië (2010) ·
Slowakije (2016) ·
Spanje (1982) ·
Spanje (2024) ·
Trinidad en Tobago (2006) ·
Tsjechië (2021) ·
Tsjecho-Slowakije (1982) ·
Tunesië (1998) ·
Tunesië (2018) ·
Uruguay (2014) ·
Verenigde Staten (2010) ·
Wales (2016) · 
West-Duitsland (1966) ·
West-Duitsland (1982) ·
West-Duitsland (1990) ·
Zweden (2002) ·
Zweden (2006) · 
Zweden (2012)
Poolse voetbalbond · A-internationals · Selecties · Statistieken · Pools vrouwenelftal · Olympisch elftal · Polen U21 · Polen U20 · Polen U19 · Polen U18 · Polen U17 · Polen U16
1921 – 1929 ·
1930 – 1939 ·
1940 – 1949 ·
1950 – 1959 ·
1960 – 1969 ·
1970 – 1979 ·
1980 – 1989 ·
1990 – 1999 ·
2000 – 2009 ·
2010 – 2019 ·
2020 – 2029
EK 2008 · 
EK 2012 · 
EK 2016 · 
EK 2020
WK 1938 ·
WK 1974 ·
WK 1978 ·
WK 1982 ·
WK 1986 ·
WK 2002 ·
WK 2006 ·
WK 2018
OS 1924 ·
OS 1936 ·
OS 1972 ·
OS 1976 ·
OS 1992
1921 · 
1922 · 
1923 · 
1924 · 
1925 · 
1926 · 
1927 · 
1928 · 
1929 · 
1930 · 
1931 · 
1932 · 
1933 · 
1934 · 
1935 · 
1936 · 
1937 · 
1938 · 
1939 · 
1940–1946 · 
1947 · 
1948 · 
1949 · 
1950 · 
1951 · 
1952 · 
1953 · 
1954 · 
1955 · 
1956 · 
1957 · 
1958 · 
1959 · 
1960 · 
1961 · 
1962 · 
1963 · 
1964 · 
1965 · 
1966 · 
1967 · 
1968 · 
1969 · 
1970 · 
1971 · 
1972 · 
1973 · 
1974 · 
1975 · 
1976 · 
1977 · 
1978 · 
1979 · 
1980 · 
1981 · 
1982 · 
1983 · 
1984 · 
1985 · 
1986 · 
1987 · 
1988 · 
1989 · 
1990 · 
1991 · 
1992 · 
1993 · 
1994 · 
1995 · 
1996 · 
1997 · 
1998 · 
1999 · 
2000 · 
2001 · 
2002 · 
2003 · 
2004 · 
2005 · 
2006 · 
2007 · 
2008 · 
2009 · 
2010 · 
2011 · 
2012 · 
2013 · 
2014 ·
2015 ·
2016 ·
2017 ·
2018 ·
2019 ·
2020 ·
2021
Albanië ·
Algerije ·
Andorra ·
Argentinië ·
Armenië ·
Australië ·
Azerbeidzjan ·
België ·
Bolivia ·
Bosnië en Herzegovina ·
Brazilië ·
Bulgarije ·
Canada ·
Chili ·
China ·
Colombia ·
Costa Rica ·
Cyprus ·
DDR ·
Denemarken ·
Duitsland ·
Ecuador ·
Egypte ·
Engeland ·
Estland ·
Faeröer · 
Finland ·
Frankrijk ·
Georgië ·
Gibraltar ·
Griekenland ·
Guatemala ·
Haïti ·
Hongarije ·
Ierland ·
India ·
Irak ·
Iran ·
Israël ·
Italië ·
Ivoorkust ·
IJsland ·
Japan ·
Joegoslavië ·
Kameroen ·
Kazachstan ·
Koeweit ·
Kroatië ·
Letland ·
Libië ·
Liechtenstein ·
Litouwen ·
Luxemburg ·
Marokko ·
Malta ·
Mexico ·
Moldavië ·
Montenegro ·
Nederland ·
Nieuw-Zeeland ·
Nigeria ·
Noord-Ierland ·
Noord-Korea ·
Noord-Macedonië ·
Noorwegen ·
Oekraïne ·
Oostenrijk ·
Peru ·
Portugal ·
Roemenië ·
Rusland ·
San Marino ·
Saoedi-Arabië · 
Schotland ·
Senegal ·
Servië ·
Servië en Montenegro · 
Singapore ·
Slovenië ·
Slowakije ·
Sovjet-Unie ·
Spanje ·
Thailand · 
Tsjechië ·
Tsjecho-Slowakije ·
Tunesië ·
Turkije ·
Uruguay ·
Verenigde Arabische Emiraten ·
Verenigde Staten ·
Wales ·
Wit-Rusland ·
Zuid-Afrika ·
Zuid-Korea ·
Zweden ·
Zwitserland
België (1982) ·
Colombia (2018) ·
Costa Rica (2006) ·
Duitsland (2006) ·
Duitsland (2008) ·
Duitsland (2016) ·
Ecuador (2006) ·
Frankrijk (1982) ·
Frankrijk (2022) ·
Griekenland (2012) ·
Italië (1982, 1) ·
Italië (1982, 2) ·
Japan (2018) ·
Kameroen (1982) ·
Kroatië (2008) ·
Noord-Ierland (2016) ·
Oostenrijk (2008) ·
Peru (1982) ·
Rusland (2012) ·
Senegal (2018) ·
Slowakije (2021) ·
Sovjet-Unie (1982) ·
Spanje (2021) ·
Tsjechië (2012) ·
Zweden (2021)